# Inez Kingi
Pour les articles homonymes, voir Kingi.
Inez Haereata Kingi (1er janvier 1931 - 27 juillet 2022) est une infirmière néo-zélandaise, défenseuse de la santé des Maoris. Débutant sa carrière en tant qu'infirmière dentaire, Kingi a joué un rôle déterminant dans la création de plusieurs organisations de soins de santé à Rotorua, avec un accent particulier sur la santé des Maoris et des femmes.

## Biographie
Kingi naît à Ohinemutu, Rotorua, en 1931. Elle est la plus jeune d'une fratrie de douze enfants. Sa mère fait partie de l'iwi de Ngāti Whakaue et son père est Anglais Elle fait ses études primaires et secondaires à Rotorua et travaille comme infirmière dentaire scolaire tout en s'impliquant dans la santé des femmes et des Maoris. Elle se marie en 1955 avec Pihopa Kingi à l'église St Faith d'Ōhinemutu, le couple a quatre enfants.
De 1978 à 2003, Inez Kingi est présidente de la Women's Health League, une organisation basée à Rotorua. Pendant son mandat, elle travaille pour promouvoir la santé des femmes et des enfants maoris, développer des relations avec les autorités et soutenir la mise en place d'activités pour les kaumātua. En 1983, elle prépare la création d'un centre de santé à Tūnohopū Marae (Ohinemutu). Le centre ouvre en 1986, utilisant à la fois les pratiques de santé traditionnelles maories et la médecine occidentale.
Dans les années 1990, Inez Kingi fonde un service de traitement de la toxicomanie appelé Te Utuhina Manaakitanga Trust, le centre de santé Tipu Ora à Ōhinemutu et un programme de santé maternelle et infantile,. Elle est coordinatrice nationale du Tipu Ora Charitable Trust. Te Utuhina Manaakitanga Trust et Tipu Ora fusionnent sous le nom de Manaaki Ora. Elle soutient la fondation de l'association dentaire Te Ao Marama Māori, alors qu'il n'y avait que trois dentistes maoris travaillant en Nouvelle-Zélande et elle est élue présidente fondatrice de l'association,. En 1997, elle crée le programme Hei Oranga Niho mo te Iwi Māori, qui permet que des étudiants en médecine dentaire de cinquième année travaillent gratuitement pour la communauté maorie.
Kingi est conseillère maorie au département de la santé, membre du Marae Heritage and Facilities Committee de la New Zealand Lotteries Commission, gouverneure du conseil d'administration des écoles de Rotorua, membre du comité de sélection de la Auckland Medical School et présidente du Comité national des personnels de santé maoris et des comités des loisirs et des sports du Conseil du district de Rotorua.

## Hommages et distinctions
En 1993, Kingi reçoit la médaille néo-zélandaise du centenaire du suffrage. Son mari et elle sont nommés membre de l'ordre du Mérite de Nouvelle-Zélande et en 2009, ils sont nommés compagnons de l'ordre de service de la reine.
Le mari de Kingi écrit en 2013 un livre sur son épouse, intitulé The Life & Times of Inez Haereata Kingi,. Kingi meurt le 27 juillet 2022,,. Sa mémoire est saluée au parlement par la députée Arena Williams. Radio New Zealand reconnaît en elle « la reine de la santé maorie de Rotorua ».